# Grande Prêmio da Bélgica de 2009
Resultados do Grande Prêmio da Bélgica de Fórmula 1 realizado em Spa-Francorchamps em 30 de agosto de 2009. Décima segunda etapa do campeonato, foi vencido pelo finlandês Kimi Räikkönen, da Ferrari, com Giancarlo Fisichella em segundo pela Force India-Mercedes e Sebastian Vettel em terceiro pela Red Bull-Renault.
Durante a transmissão da prova o jornalista Reginaldo Leme revelou ao mundo, através da Rede Globo, o escândalo envolvendo a batida proposital de Nelson Piquet Jr. no Grande Prêmio de Singapura de 2008 a fim de beneficiar Fernando Alonso, vencedor da referida prova pela Renault.

## Resumo
- Primeira corrida da temporada em que Jenson Button, líder do campeonato, não marcou pontos nem completou.
- Primeira pole, pódio e também os primeiros pontos da Force India.
- A equipe Force India conquistou nessa etapa os primeiros pontos e primeiro pódio em sua história na categoria, conquistados pelo piloto Giancarlo Fisichella, que chegou em segundo.
- Única vitória da Ferrari em 2009.
- Última pole, pódio e pontos na carreira de Giancarlo Fisichella e também a última prova dele na Force India. Na prova seguinte, o Grande Prêmio da Itália, Fisichella substituirá Luca Badoer na Ferrari até o final do campeonato. Na vaga deixada por Fisico, a Force India terá Vitantonio Liuzzi.
- Última prova de Luca Badoer na categoria.
- Última vez que dois pilotos da Itália largaram na primeira fila.

## Classificação da prova
Carros com KERS estão marcados com "‡"

### Treinos classificatórios
| Pos.   | Nº | Piloto               | Equipe               | Q1       | Q2       | Q3       | Grid |
| ------ | -- | -------------------- | -------------------- | -------- | -------- | -------- | ---- |
| 1      | 21 | Giancarlo Fisichella | Force India-Mercedes | 1:45.102 | 1:44.667 | 1:46.308 | 1    |
| 2      | 9  | Jarno Trulli         | Toyota               | 1:45.140 | 1:44.503 | 1:46.395 | 2    |
| 3      | 6  | Nick Heidfeld        | BMW Sauber           | 1:45.566 | 1:44.709 | 1:46.500 | 3    |
| 4      | 23 | Rubens Barrichello   | Brawn-Mercedes       | 1:45.237 | 1:44.834 | 1:46.513 | 4    |
| 5      | 5  | Robert Kubica        | BMW Sauber           | 1:45.655 | 1:44.557 | 1:46.586 | 5    |
| 6      | 4‡ | Kimi Räikkönen       | Ferrari              | 1:45.579 | 1:44.953 | 1:46.633 | 6    |
| 7      | 10 | Timo Glock           | Toyota               | 1:45.450 | 1:44.877 | 1:46.677 | 7    |
| 8      | 15 | Sebastian Vettel     | Red Bull-Renault     | 1:45.372 | 1:44.592 | 1:46.761 | 8    |
| 9      | 14 | Mark Webber          | Red Bull-Renault     | 1:45.350 | 1:44.924 | 1:46.788 | 9    |
| 10     | 16 | Nico Rosberg         | Williams-Toyota      | 1:45.486 | 1:45.047 | 1:47.362 | 10   |
| 11     | 20 | Adrian Sutil         | Force India-Mercedes | 1:45.239 | 1:45.119 |          | 11   |
| 12     | 1‡ | Lewis Hamilton       | McLaren-Mercedes     | 1:45.767 | 1:45.122 |          | 12   |
| 13     | 7  | Fernando Alonso      | Renault              | 1:45.707 | 1:45.136 |          | 13   |
| 14     | 22 | Jenson Button        | Brawn-Mercedes       | 1:45.761 | 1:45.251 |          | 14   |
| 15     | 2‡ | Heikki Kovalainen    | McLaren-Mercedes     | 1:45.705 | 1:45.259 |          | 15   |
| 16     | 12 | Sébastien Buemi      | Toro Rosso-Ferrari   | 1:45.951 |          |          | 16   |
| 17     | 11 | Jaime Alguersuari    | Toro Rosso-Ferrari   | 1:46.302 |          |          | 17   |
| 18     | 17 | Kazuki Nakajima      | Williams-Toyota      | 1:46.307 |          |          | 18   |
| 19     | 8  | Romain Grosjean      | Renault              | 1:46.359 |          |          | 19   |
| 20     | 3‡ | Luca Badoer          | Ferrari              | 1:46.957 |          |          | 20   |
| Fonte: |    |                      |                      |          |          |          |      |

### Corrida
| Pos.   | Nº | Piloto               | Construtor           | Voltas | Tempo/Diferença | Grid | Pontos |
| ------ | -- | -------------------- | -------------------- | ------ | --------------- | ---- | ------ |
| 1      | 4‡ | Kimi Räikkönen       | Ferrari              | 44     | 1:23:50.995     | 6    | 10     |
| 2      | 21 | Giancarlo Fisichella | Force India-Mercedes | 44     | + 0.939         | 1    | 8      |
| 3      | 15 | Sebastian Vettel     | Red Bull-Renault     | 44     | + 3.875         | 8    | 6      |
| 4      | 5  | Robert Kubica        | BMW Sauber           | 44     | + 9.966         | 5    | 5      |
| 5      | 6  | Nick Heidfeld        | BMW Sauber           | 44     | + 11.276        | 3    | 4      |
| 6      | 2‡ | Heikki Kovalainen    | McLaren-Mercedes     | 44     | + 32.763        | 15   | 3      |
| 7      | 23 | Rubens Barrichello   | Brawn-Mercedes       | 44     | + 35.461        | 4    | 2      |
| 8      | 16 | Nico Rosberg         | Williams-Toyota      | 44     | + 36.208        | 10   | 1      |
| 9      | 14 | Mark Webber          | Red Bull-Renault     | 44     | +36.959         | 9    |        |
| 10     | 10 | Timo Glock           | Toyota               | 44     | + 41.490        | 7    |        |
| 11     | 20 | Adrian Sutil         | Force India-Mercedes | 44     | + 42.636        | 11   |        |
| 12     | 12 | Sébastien Buemi      | Toro Rosso-Ferrari   | 44     | + 46.106        | 16   |        |
| 13     | 17 | Kazuki Nakajima      | Williams-Toyota      | 44     | + 54.241        | 18   |        |
| 14     | 3‡ | Luca Badoer          | Ferrari              | 44     | + 1:42.177      | 20   |        |
| Ret    | 7  | Fernando Alonso      | Renault              | 26     | Roda            | 13   |        |
| Ret    | 9  | Jarno Trulli         | Toyota               | 21     | Freios          | 2    |        |
| Ret    | 1‡ | Lewis Hamilton       | McLaren-Mercedes     | 0      | Colisão         | 12   |        |
| Ret    | 22 | Jenson Button        | Brawn-Mercedes       | 0      | Colisão         | 14   |        |
| Ret    | 11 | Jaime Alguersuari    | Toro Rosso-Ferrari   | 0      | Colisão         | 17   |        |
| Ret    | 8  | Romain Grosjean      | Renault              | 0      | Colisão         | 19   |        |
| Fonte: |    |                      |                      |        |                 |      |        |

## Tabela do campeonato após a corrida
| Pos.   | Piloto             | Pontos |
| ------ | ------------------ | ------ |
| 1      | Jenson Button      | 72     |
| 2      | Rubens Barrichello | 56     |
| 3      | Sebastian Vettel   | 53     |
| 4      | Mark Webber        | 51,5   |
| 5      | Kimi Räikkönen     | 34     |
| Fonte: |                    |        |

| Pos.   | Construtor       | Pontos |
| ------ | ---------------- | ------ |
| 1      | Brawn-Mercedes   | 128    |
| 2      | Red Bull-Renault | 104,5  |
| 3      | Ferrari          | 56     |
| 4      | McLaren-Mercedes | 44     |
| 5      | Toyota           | 38,5   |
| Fonte: |                  |        |

- Nota: Somente as primeiras cinco posições estão listadas.